# Xylaria grammica
Xylaria grammica är en svampart som först beskrevs av Jean François Montagne, och fick sitt nu gällande namn av Jean François Montagne 1851. Xylaria grammica ingår i släktet Xylaria och familjen kolkärnsvampar.   Inga underarter finns listade i Catalogue of Life.